# 奧爾洛夫斯基區

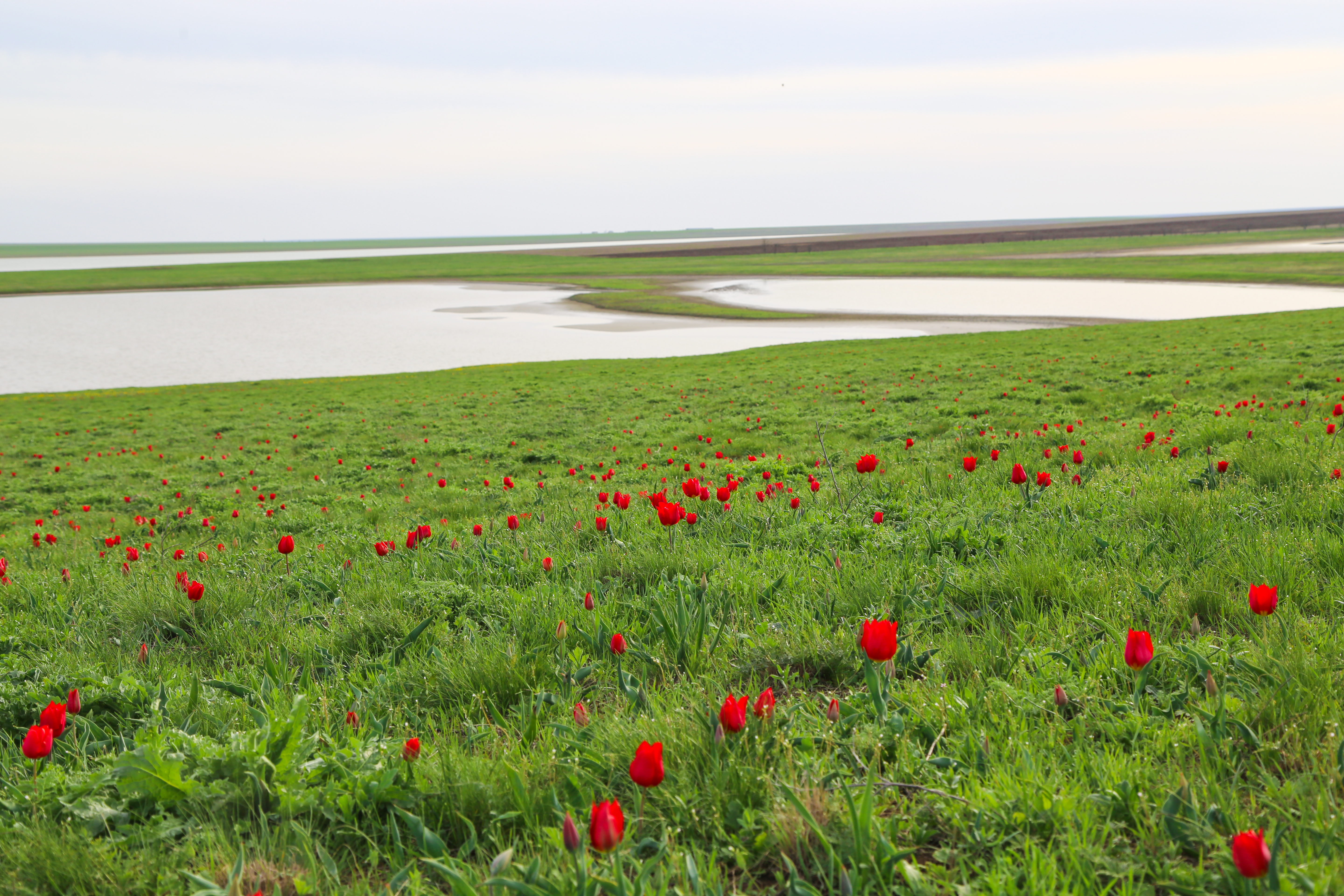

46°52′17″N 42°03′33″E / 46.87139°N 42.05917°E
奧爾洛夫斯基區（俄语：Орловский район），是俄羅斯的一個區，位於該國西南部，由羅斯托夫州負責管轄，面積3,300平方公里，2010年人口40,894，人口密度每平方公里12.39人。